# Luca Ward
Luca Ward (Roma, 31 luglio 1960) è un attore, doppiatore, direttore del doppiaggio e conduttore radiofonico italiano.

## Biografia
Nasce a Ostia da Aleardo Ward (figlio di Jone Romano e William James Ward e figliastro di Carlo Romano), attore e doppiatore e Maria Teresa Di Carlo (nota dopo il matrimonio come Maresa Ward), attrice di cabaret nata a Carsoli, in provincia dell'Aquila. Ha due fratelli più piccoli, Andrea e Monica ed è lo zio di Federico e Alessandro Campaiola anch'essi doppiatori. Ha un fratellastro da parte della madre, Metello Mori, anche lui doppiatore.
Nel campo del doppiaggio è noto in particolar modo per essere la voce italiana principale di Keanu Reeves e Russell Crowe e una delle voci ricorrenti di Samuel L. Jackson.
Attore di teatro, televisione e cinema, ha iniziato a lavorare in televisione da bambino in alcuni sceneggiati Rai. Sul grande schermo ha esordito nel 1984 in Chewingum di Biagio Proietti. Ha interpretato inoltre il personaggio di Massimo Forti nella soap opera CentoVetrine e il duca Ottavio Ranieri nella fiction Elisa di Rivombrosa, entrambe trasmesse su Canale 5. Alla radio ha prestato la voce negli sceneggiati di Rai Radio 2 ai personaggi di Sandokan e Diabolik.
Ha doppiato Corto Maltese nelle omonime produzioni di cartoni animati italo-francesi e Sua Eccellenza il Palazzo, della serie animata andata in onda su MTV Excel Saga. Ha lavorato presso le società Gruppo Trenta (dal 1992 al 1995), C.D.C. / SEFIT-CDC (1988-1989, poi 1996) e Cine Doppiaggi (dal 1997 al 2000), per poi diventare doppiatore indipendente. Nella stagione 2005-2006 interpreta il capitano Von Trapp nel musical Tutti insieme appassionatamente, prodotto dalla compagnia della Rancia e diretto da Saverio Marconi, ruolo poi ripreso nella stagione 2014-2015 con la produzione Peep Arrow per la regia di Massimo Romeo Piparo.
Nel 2005 è protagonista della pellicola Dalla parte giusta, diretto da Roberto Leoni e nel 2007 di 7 km da Gerusalemme, lungometraggio tratto dall'omonimo romanzo di Pino Farinotti; nello stesso anno appare su Canale 5 nel film televisivo Un medico quasi perfetto. Nel novembre dello stesso anno è co-protagonista nella fiction di Rai 1 Donna detective, con Lucrezia Lante della Rovere e Kaspar Capparoni. Il 28 marzo 2008 compare, assieme alla sorella Monica, tra i partecipanti della trasmissione televisiva I raccomandati, condotta da Carlo Conti su Rai 1 e recita nella fiction Capri.
Nel 2009 prende parte alla fiction Un amore di strega, interpretando il padre di Carlotta (Alessia Marcuzzi). Nello stesso anno vince il premio "Leggio d'oro voce maschile dell'anno" e premio della critica alla VI edizione del Leggio d'oro. Nel febbraio 2010 ha partecipato al reality show L'isola dei famosi, da cui è stato costretto a ritirarsi a una settimana dall'inizio del programma a causa di un problema fisico dovuto a un trauma alla colonna vertebrale. A seguito di accertamenti medici al rientro in Italia, gli sono state diagnosticate le fratture di due vertebre e dell'osso sacro. Dal 2012 è uno dei protagonisti della fiction di Canale 5 Le tre rose di Eva, in cui interpreta Ruggero Camerana. Dal 2016 al 2017 è co-protagonista nella soap opera Un posto al sole.
Dal 2018 è la voce narrante in Ulisse - Il piacere della scoperta, programma documentaristico di Rai 1. Nel 2019 è la voce di Mufasa nel film Il re leone, remake dell'omonimo film del 1994.
Il 20 giugno 2020, con il figlio Lupo, è ospite di una puntata di Linea blu. Il 1º luglio sbarca su Netflix con il film estivo Sotto il sole di Riccione, e a settembre partecipa al programma TV Tale e quale show arrivando penultimo. Ogni mattina alle 9 continua a leggere l'oroscopo su Radio Italia. Il 17 novembre è ospite delle prime due puntate di Voice Anatomy, il talk show di Pino Insegno incentrato sul mondo della voce, e il 12 dicembre va in scena con il cast di The Full Monty a Ricomincio da Raitre.
Nel marzo 2021 esce Il talento di essere nessuno, la sua autobiografia scritta con Mariano Sabatini, per l'editore Sperling & Kupfer. In estate prende parte al videoclip de La mia felicità, nuovo singolo di Fabio Rovazzi. Fa poi una comparsa ed è il narratore in Tre sorelle, film di Prime Video diretto da Enrico Vanzina. Nel luglio del 2022 interpreta Lucio in Sotto il sole di Amalfi, sequel di Sotto il sole di Riccione e nello stesso anno presta la voce a Lord Fener (Vader) nella miniserie TV Obi-Wan Kenobi.
Dal 2023 è il presidente della Fondazione Nuovo Teatro Verdi di Brindisi, città a cui afferma essere molto legato. A inizio 2024 è la voce narrante di Meraviglie d’Africa - Namibia, altro programma documentaristico di Alberto Angela. Nello stesso periodo è co-conduttore di Radio Italia Live - Il concerto su TV8 ed è lo speaker della cerimonia per i 125 anni del Milan allo Stadio San Siro.
Nel corso degli anni ha prestato la voce anche a diversi spot pubblicitari: Conad, CheBanca!, Sambuca Molinari, Actimel, Renault Captur, Jeep Compass, Ferrovie dello Stato, LEGO, WWF, Rummo, Guardia costiera, Radio Italia, Regione Sardegna, DAZN, Amazon Prime Video, Gillette, EVO 3, Guardia di Finanza, Frecciarossa, Jeep Avenger.
Con la sorella Monica porta avanti il Ward Lab, corso di doppiaggio e recitazione.

## Vita privata
È padre della doppiatrice Guendalina Ward, avuta dalla doppiatrice Claudia Razzi, sua ex moglie, dalla quale si è separato dopo 25 anni di matrimonio. È diventato padre di Lupo nel 2007 e di Luna nel 2009, avuti dall'attrice Giada Desideri. I due si sono sposati il 7 luglio 2013.

## Filmografia

### Cinema
- Chewingum, regia di Biagio Proietti (1984)
- Gioco a incastro, regia di Enzo G. Castellari (2000)
- The House of Chicken, regia di Pietro Sussi (2001)
- Dentro la città, regia di Andrea Costantini (2004)
- Dalla parte giusta, regia di Roberto Leoni (2005)
- Mater natura, regia di Massimo Andrei (2005)
- 7 km da Gerusalemme, regia di Claudio Malaponti (2007)
- Animanera, regia di Raffaele Verzillo (2008)
- Scusa ma ti chiamo amore, regia di Federico Moccia (2008)
- Piazza giochi, regia di Marco Costa (2010)
- Nauta, regia di Guido Pappadà (2010)
- Le leggi del desiderio, regia di Silvio Muccino (2015)
- La mia seconda volta, regia di Alberto Gelpi (2019)
- Sotto il sole di Riccione, regia degli YouNuts! (2020)
- Tre sorelle, regia di Enrico Vanzina (2022)
- Sotto il sole di Amalfi, regia di Martina Pastori (2022)

### Televisione
- Demetrio Pianelli, regia di Sandro Bolchi – miniserie TV (1963)
- Il conte di Montecristo, regia di Edmo Fenoglio – miniserie TV (1966)
- E le stelle stanno a guardare, regia di Anton Giulio Majano – miniserie TV (1971)
- Inverno al mare, regia di Silverio Blasi – miniserie TV (1982)
- Solo – miniserie TV (1989)
- Cuore selvaggio telenovela TV (1993)
- Quelli della speciale – serie TV (1993)
- Una donna per amico – serie TV (1998)
- Incantesimo 4 – soap opera TV (2001)
- La squadra 2 – serie TV (2001)
- CentoVetrine – soap opera (2002-2004)
- Carabinieri 1 – serie TV, 1 episodio (2002)
- Don Matteo 3 – serie TV, 1 episodio (2002)
- Elisa di Rivombrosa – serie TV (2003-2004)
- Un medico quasi perfetto – film TV (2007)
- Donna detective – serie TV (2007)
- La stella dei re, regia di Fabio Jephcott – film TV (2007)
- Pompei, ieri, oggi, domani – serie TV (2007)
- Capri 2 – serie TV (2008)
- Distretto di Polizia – serie TV, episodio 8x21 (2008)
- Il mistero del lago, regia di Marco Serafini – film TV (2009)
- Il cacciatore di uomini, regia di Jesús Franco – film TV (2009)
- Un amore di strega, regia di Angelo Longoni – film TV (2009)
- Negli occhi dell'assassino, regia di Edoardo Margheriti – film TV (2009)
- Non smettere di sognare – serie TV (2011)
- Le tre rose di Eva – serie TV (2012-2018)
- Rex 5 – serie TV (2013)
- Un angelo all'inferno – film TV (2013)
- Braccialetti Rossi 3 – serie TV (2016)
- Un posto al sole – soap opera (2016-2017)
- Mameli - Il ragazzo che sognò l'Italia, regia di Luca Lucini e Ago Panini – miniserie TV (2024)
- FBI: International – serie TV, episodio 3x07 (2024)
- Mina Settembre 3, regia Tiziana Aristarco – serie TV (2025)

### Cortometraggi
- Calibro 70 (2008)
- Luca Ward - La nostra isola (2010)
- Luca Ward - La voce del vento (2012)
- Il regista del mondo (2012)
- 1055 - Una magia senza fine, regia di Martina Manca (2013)
- Tra le nuvole con Woody Allen, regia di Martina Manca (2015)
- Diritto di Voto, regia di Gianluca Zonta (2021)

### Videoclip
- La mia felicità, diretto da Fabio Rovazzi - singolo di Fabio Rovazzi (feat Eros Ramazzotti) (2021)

## Teatro
- La fiaccola sotto il moggio di Gabriele D'Annunzio, regia di Metello Mori (2000)
- Ballata per Tommaso Campanella, regia di Carlo Alighiero (2001)
- La valigia, regia di Tino Buazzelli (2002)
- La giovine Italia (2009)
- My Fair Lady di Frederic Loewe, regia di Massimo Romeo Piparo (2013)
- Tutti insieme appassionatamente, regia di Saverio Marconi e Massimo Romeo Piparo (2004, 2014-2016)
- Mamma Mia! (2016-2023)
- The Full Monty (2019-2022)
- Il talento di essere tutto e nessuno (2021-in corso)
- Matilda - il musical, regia di Massimo Romeo Piparo (2023-2024)

## Radio
- Diabolik in Diabolik, adattamento radiofonico di Armando Traverso, regia di Arturo Villone (sceneggiato, Rai Radio 2, 2001 e 2004)
- Giovanni Ravelli in Cercando Asia (sceneggiato, Rai Radio 2, 2001)
- Diabolik in Diabolik - Il re del terrore, regia di Arturo Villone (sceneggiato, 2002)
- Sandokan in Le tigri di Mopracem (sceneggiato Rai Radio 2, 2002)
- L'oroscopo del giorno (Radio Italia, dal 2020) – conduttore

## Programmi televisivi
- L'isola dei famosi (Rai 2, 2010) – concorrente
- Una notte per Caruso (Rai 1, 2010) – conduttore
- Tale e quale show (Rai 1, 2020) – concorrente
- Radio Italia Live - Il concerto (Sky Uno / TV8,  2024-2025) – co-conduttore / intro

## Doppiaggio

### Film
- Pierce Brosnan in Sul filo dell'inganno, Operazione Rembrandt, GoldenEye, L'amore ha due facce, Dante's Peak - La furia della montagna, Il domani non muore mai, Gioco a due, Il mondo non basta, Grey Owl - Gufo grigio, Il sarto di Panama, Evelyn, La morte può attendere, Laws of Attraction - Matrimonio in appello, After the Sunset, The Matador, Shattered - Gioco mortale, Gli ostacoli del cuore, Percy Jackson e gli dei dell'Olimpo - Il ladro di fulmini, L'uomo nell'ombra, Ma come fa a far tutto?, Love Is All You Need, La fine del mondo, Non buttiamoci giù, Colpo d'amore, The November Man, Il fidanzato di mia sorella, Survivor, No Escape - Colpo di stato, Mamma Mia! Ci risiamo, I.T. - Una mente pericolosa, Eurovision Song Contest - La storia dei Fire Saga, Cenerentola, Black Adam, Black Bag - Doppio gioco, Mobland
- Samuel L. Jackson in White Sands - Tracce nella sabbia, Pulp Fiction, Die Hard - Duri a morire, Jackie Brown, Sfera, Blu profondo, Unbreakable - Il predestinato, Codice 51, Basic, In My Country, Home of the Brave - Eroi senza gloria, Cleaner, Jumper - Senza confini, Mother and Child, Death Games, Kingsman - Secret Service, Big Game - Caccia al Presidente, The Hateful Eight, Miss Peregrine - La casa dei ragazzi speciali, Come ti ammazzo il bodyguard, La vita in un attimo, Glass, Unicorn Store, Spiral - L'eredità di Saw, Come ti ammazzo il bodyguard 2 - La moglie del sicario, La stanza degli omicidi, Argylle - La super spia
- Russell Crowe in Giuramento di sangue, L.A. Confidential, Il gladiatore, Rapimento e riscatto, Master & Commander - Sfida ai confini del mare, Cinderella Man - Una ragione per lottare, Un'ottima annata - A Good Year, Quel treno per Yuma, Nessuna verità, The Next Three Days, Les Misérables, L'uomo con i pugni di ferro, L'uomo d'acciaio, Storia d'inverno, The Water Diviner, Padri e figlie, The Nice Guys, La mummia, Boy Erased - Vite cancellate, Il giorno sbagliato, Thor: Love and Thunder, Una birra al fronte, L'esorcista del papa, Land of Bad, L'esorcismo - Ultimo atto, Kraven - Il cacciatore
- Keanu Reeves in  L'avvocato del diavolo, Matrix, The Watcher, Le riserve, The Gift, Sweet November - Dolce novembre, Hardball, Matrix Reloaded, Matrix Revolutions, Constantine, A Scanner Darkly - Un oscuro scrutare, La casa sul lago del tempo, Destination Wedding, La notte non aspetta, Ultimatum alla terra, La vita segreta della signora Lee, Man of Tai Chi, John Wick, Nell'ombra di un delitto, The Bad Batch, Una doppia verità, John Wick - Capitolo 2, John Wick 3 - Parabellum, SpongeBob - Amici in fuga, Matrix Resurrections, John Wick 4, Ballerina
- Gerard Butler in Dracula's Legacy, Tomb Raider - La culla della vita, Alla ricerca dell'isola di Nim, Giustizia privata, Coriolanus, Machine Gun Preacher, Quello che so sull'amore, Attacco al potere - Olympus Has Fallen, Attacco al potere 2, Gods of Egypt, Quando un padre, Geostorm, Nella tana dei lupi, Hunter Killer - Caccia negli abissi, Attacco al potere 3 - Angel Has Fallen, Greenland, The Plane, Operazione Kandahar
- Hugh Grant in Sirene, Quattro matrimoni e un funerale, Il diario di Bridget Jones, About a Boy - Un ragazzo, Che pasticcio, Bridget Jones!, Scrivimi una canzone, Che fine hanno fatto i Morgan?, Cloud Atlas, Professore per amore, Operazione U.N.C.L.E., Paddington 2, The Gentlemen, Glass Onion: Knives Out, Dungeons & Dragons - L'onore dei ladri, Wonka, Paddington in Perù, Bridget Jones - Un amore di ragazzo, Heretic, Unfrosted - Storia di uno snack americano
- Antonio Banderas in La casa degli spiriti, Mai con uno sconosciuto, Il 13º guerriero, Incontriamoci a Las Vegas, The Body, Immagini - Imagining Argentina, Homeland Security, L'ombra del sospetto, The Code, Il principe del deserto, SpongeBob - Fuori dall'acqua, La musica del silenzio, Viaggio a Betlemme
- Kevin Bacon in The River Wild - Il fiume della paura, L'isola dell'ingiustizia - Alcatraz, Echi mortali, Il mio cane Skip, Mystic River, Death Sentence, Rails & Ties - Rotaie e legami, X-Men - L'inizio, Elephant White, My One and Only (ridoppiaggio), The Darkness
- Dennis Quaid in Ogni maledetta domenica, The Day After Tomorrow - L'alba del giorno dopo, Il volo della fenice, Prospettive di un delitto, The Express, The Horsemen, Comic Movie
- Jean-Claude Van Damme in Lionheart - Scommessa vincente, Double Impact - Vendetta finale, Hong Kong colpo su colpo, Fino all'inferno, The Hard Corps, 6 Bullets, Pound of Flesh
- Kevin Costner in Senza via di scampo, Robin Hood - Principe dei ladri, Terra di confine - Open Range, The New Daughter, The Company Men, Jack Ryan - L'iniziazione
- Dolph Lundgren in Blackjack, Jill Rips - Indagine a luci rosse, Identità ad alto rischio, The Mechanik, I mercenari - The Expendables, I mercenari 2, I mercenari 3, I mercenari 4 - Expendables
- Robert Downey Jr. in Wonder Boys, Fur - Un ritratto immaginario di Diane Arbus, Sherlock Holmes, Parto col folle, Sherlock Holmes - Gioco di ombre, The Judge
- Eric Roberts in A 30 secondi dalla fine, Matrimonio d'onore, Assoluzione pericolosa, Il prezzo della fortuna, Omicidio a New Orleans, Ostaggi della follia, Mercy Streets, Mindstorm, Stiletto Dance, Pandemic - Il virus della marea
- Alec Baldwin in Talk Radio, Getaway, Il giurato, The Confession, Ladri per la pelle, The Cooler
- Sean Bean in Stormy Monday, Anna Karenina, Don't Say a Word, The Hitcher
- Peter Gallagher in America oggi, La notte della verità, Burlesque, Un giorno questo dolore ti sarà utile, The O.C.
- Adam Baldwin in Full Metal Jacket, Vendetta trasversale, Predator 2, Lover's Knot
- Dwayne Johnson in L'acchiappadenti, Fast & Furious 5, Fast & Furious 6, Empire State
- Dylan McDermott in Hardware - Metallo letale, Miracolo nella 34ª strada, A casa per le vacanze
- Ray Liotta in Cop Land, Le due verità, Heartbreakers - Vizio di famiglia
- Steven Seagal in Ticker - Esplosione finale, Il vendicatore, Belly of the Beast
- Jeffrey Dean Morgan in The Losers, Le paludi della morte
- Benedict Cumberbatch in Lo Hobbit - La desolazione di Smaug, Lo Hobbit - La battaglia delle cinque armate
- Josh Lucas in Wonderland - Massacro a Hollywood, Undertow, Poseidon
- Liam Neeson in Darkman, Rob Roy
- Sam Neill in Lezioni di piano, Perfect Strangers
- Gil Bellows in Le ali della libertà, Judas Kiss
- Steven Bauer in Doppia personalità, Traffic
- Liev Schreiber in A Walk on the Moon - Complice la luna, RKO 281 - La vera storia di Quarto potere
- Jimmy Smits in La notte degli sciacalli, The Million Dollar Hotel
- Idris Elba in Che la fine abbia inizio, Molly's Game
- Matt Dillon in Kansas, Beautiful Girls
- Andy García in Biglietti... d'amore, La linea
- Michael Dudikoff in Sulla strada, a mezzanotte, Soldier Boyz II
- Viggo Mortensen in Daylight - Trappola nel tunnel, Delitto perfetto
- Ralph Fiennes in Onegin, L'ordine naturale dei sogni
- Bruce Campbell in Mister Hula Hoop, Congo
- Dominic West in Rock Star, Hannibal Lecter - Le origini del male
- Patrick Swayze in Vite nascoste, Ore 11:14 - Destino fatale, Le miniere di re Salomone
- Julian Sands in Cattiva, I delitti della luna piena
- Kyle MacLachlan in X Change - Scambio di corpi, Scandalo a Londra
- Jason Patric in Sleepers, Amici & vicini
- John Lynch in Moll Flanders, Holy Water
- Michaël Cohen in Them - Loro sono là fuori, Tutto cominciò dalla fine
- Boris Kodjoe in Resident Evil: Afterlife, Resident Evil: Retribution
- Christopher Lambert in Druids - La rivolta, The Broken Key
- Richard Gere in Chicago
- Benicio del Toro in The Fan - Il mito
- Bruce Willis in La vita a modo mio
- Rupert Everett in Insieme per caso
- Jeremy Irons in La corrispondenza
- Oscar Ladoire in Le età di Lulù
- Thomas Ian Griffith in Karate Kid III - La sfida finale
- Tom Hanks in Bachelor Party - Addio al celibato
- Laurence Fishburne in 21
- Nicolas Cage in Apache - Pioggia di fuoco
- James Spader in Wall Street
- Brandon Lee in Il corvo - The Crow
- Jeremy Davies in CQ
- Woody Harrelson in Money Train
- Kevin Sorbo in 3ciento - Chi l'ha duro... la vince
- Matthew Macfadyen in I tre moschettieri
- Tim Robbins in Human Nature
- Timothy Olyphant in Die Hard - Vivere o morire
- Eduardo Noriega in The Last Stand - L'ultima sfida
- Lou Diamond Phillips in Young Guns - Giovani pistole
- David Morse in Dreamer - La strada per la vittoria
- Mel Gibson in Air America
- Ingo Naujoks in Maga Martina e il libro magico del draghetto
- Kevin Kline in French Kiss
- Daniel Greene in Io, me & Irene
- Dennis Miller in Rivelazioni
- Bruce Payne in Creators - The Past
- Jason Statham in London
- Sebastian Koch in Stauffenberg - Attentato a Hitler
- Victor Webster  in Il Re Scorpione 3 - La battaglia finale
- Vincent Pérez in Indocina
- Leonardo Sbaraglia in Carmen
- Sylvester Stallone in The Suicide Squad - Missione suicida
- Bruce Greenwood in Striscia, una zebra alla riscossa
- Crispin Glover in Venerdì 13 - Capitolo finale
- Matthew McConaughey in Il momento di uccidere
- Brooks Ryan in Unplanned - La storia vera di Abby Johnson
- James Woods in C'era una volta in America (ridoppiaggio)

### Film d'animazione
- Zack in FernGully - Le avventure di Zak e Crysta
- Corto Maltese in Corto Maltese - Corte Sconta detta Arcana e Il Barone Rosso
- Harry Canyon in Heavy Metal
- Scroop in Il pianeta del tesoro
- Kibosh in Casper - Il film
- Barone Van Tilt in La leggenda del Titanic
- Rico in Mucche alla riscossa
- Mata Nui in Bionicle - La rinascita della leggenda
- Lihkan in Bionicle 2 - Le leggende di Metru Nui
- Samuel L. Jackson in Team America: World Police
- RJ in La gang del bosco
- Oceanonix in Asterix e i vichinghi
- Tank Evans in Surf's Up - I re delle onde
- Il principe in Cenerentola e gli 007 nani
- Cap. Charles "Chuck" Baker in Planet 51
- Spirito del Natale Presente in A Christmas Carol
- Dottor Facilier in La principessa e il ranocchio
- Dante Alighieri in Dante's Inferno - Un poema animato
- Barnes in Firebreather
- Shenron in Dragon Ball Z - La battaglia degli dei
- Lando Calrissian in The LEGO Movie
- Mufasa in Il re leone
- Drix in Osmosis Jones
- Batman in DC League of Super-Pets
- Shawn Nolan in Luce - Accendi il tuo coraggio
- Giuseppe in PAPmusic - Animation for Fashion

### Serie televisive
- Vincent D'Onofrio in Daredevil, Hawkeye, Echo, Daredevil - Rinascita
- Steven Zirnkilton in Law & Order - Unità vittime speciali e Law & Order - Il verdetto (voce introduttiva)
- Mark Valley in Harry's Law, Human Target
- Robert Patrick in X-Files, I Soprano
- Piotr Adamczyk in Karol - Un uomo diventato papa, Karol - Un papa rimasto uomo
- Hayden Christensen e James Earl Jones in Obi-Wan Kenobi
- Michael Landon in La casa nella prateria (episodio pilota)
- Harold Sylvester in La signora in giallo, Thom Christopher in La signora in giallo, Bernard White in La signora in giallo, John Callahan in La signora in giallo, Robert O'Reilly in La signora in giallo
- Sean Bean in Snowpiercer
- William Fichtner in Prison Break
- Josh Lucas in The Mysteries of Laura
- Antonio Banderas in Genius
- Dwayne Johnson in Ballers
- Ray Stevenson in Roma
- Alex O'Loughlin in Moonlight
- Peter Gallagher in The O.C.
- Benjamin Bratt in Law & Order - I due volti della giustizia
- Michael Shaw in Constantine
- René Steinke in Squadra Speciale Cobra 11 (st. 4-6)
- Christopher Lambert in NCIS: Los Angeles
- Eric Roberts in L'onore e il rispetto
- Peter Wingfield in Highlander
- John Pyper-Ferguson in Suits
- Rupert Everett in Black Mirror
- Matthew Bennett in Stargate SG-1 (st. 9)
- Matthew Del Negro in Stargate Atlantis
- Lord Jamar in Oz
- Eric Roberts in Donna d'onore
- Leonidas Aguilar in Tris di cuori
- Chad L. Coleman in Arrow (st. 5)
- Gregg Henry in Chicago Med
- Samuel L. Jackson in Gli ultimi giorni di Tolomeo Grey
- Ted Dykstra in Percy Jackson e gli dei dell'Olimpo
- Richard Eden in RoboCop

### Soap opera e telenovelas
- Eduardo Palomo in Cuore selvaggio, Il prezzo di una vita
- Osvaldo Laport in La voce del Signore
- Lorenzo Lamas in Beautiful
- Henry Zakka in Capriccio e passione
- Yanis Chimaras in La provinciale
- Gerardo Romano in Milagros
- A Martinez in Santa Barbara
- Hayèz Tijuarcūm in Terra amara

### Cartoni animati e anime
- Steve Montgomery in Holly e Benji - Due fuoriclasse
- Artù in La spada di King Arthur
- Floppy in Juny peperina inventatutto
- Babil Junior/Koichi in Babil Junior
- Gihren Zabi in Mobile Suit Gundam (2º doppiaggio)[12]
- Repka Conan il ragazzo del futuro (2º doppiaggio)
- Il Palazzo in Excel Saga
- Mister Yamahoka (2ª voce) in Mila e Shiro - Due cuori nella pallavolo[13]
- Radimus in Transformers: Energon
- Bob (1ª voce) in Bob aggiustatutto
- Voce narrante in La mucca Connie
- Corto Maltese in Corto Maltese
- Mifune in Soul Eater
- Personaggi vari ne I Simpson[14]
- Shredder in Teenage Mutant Ninja Turtles - Tartarughe Ninja
- Pilota in Secret Level

### Programmi TV
- voce narrante in Great Migrations (National Geographic Television, 2010), Bersaglio mobile - L’uomo nero (2017), Ulisse - Il piacere della scoperta (2018), Meraviglie d'Africa - Namibia (2024) e a Lo stato delle cose nei panni di Giovanni Falcone (2024)
- speaker di North America (Discovery Channel, 2014) e Latitudine Soul (Rai Radio 1, 2015)

### Videogiochi
- Sam Fisher in Tom Clancy's Splinter Cell, Tom Clancy's Splinter Cell: Pandora Tomorrow, Tom Clancy's Splinter Cell: Chaos Theory, Tom Clancy's Splinter Cell: Blacklist, Tom Clancy's Ghost Recon Wildlands, Tom Clancy's Ghost Recon Breakpoint, Tom Clancy's Rainbow Six Siege
- Scroop in Il pianeta del tesoro (Edizione PlayStation 1 e PlayStation 2)[15]
- El Sueño in Tom Clancy's Ghost Recon Wildlands
- Neo in The Matrix: Path of Neo
- Johnny Silverhand in Cyberpunk 2077[16]

## Libri
- Il talento di essere nessuno, Segrate, Sperling & Kupfer, 2021, ISBN 978-88-200-7108-0.

## Riconoscimenti
- Festival Voci nell'Ombra
  - 2004 – V Targa "Riccardo Cucciola"
  - 2019 – Targa "Claudio G. Fava" - La Voce del Ventennale
- Premio Flaiano sezione teatro[17]
  - 2018 – Premio per il musical per Mamma mia!